# Wacława Grudzińska
Wacława Grudzińska lub Wacława Adamkiewicz, Wacława Grudzińska-Adamkiewicz, urodzona jako Klara Kaufman (ur. 10 lipca 1919 w Kielcach, zm. 12 lipca 2021) – polska kardiolożka pochodzenia żydowskiego, dr n. med., w trakcie II wojny światowej działaczka lewicowa i konspiracyjna.

## Życiorys
Przyszła na świat 10 lipca 1916 w Kielcach jako Klara Kaufman. Była córką byłego właściciela browaru Majera Kaufmana oraz Jachety z domu Blat. Miała dwie starsze siostry, Hindę i Malę oraz brata, który zmarł jeszcze przed wojną. Od 1936 należała do Komunistycznego Związku Młodzieży Polski (KZMP). Za działalność komunistyczną i kolportaż literatury propagandowej została aresztowana i osadzona w więzieniu w Fordonie, gdzie zastał ją wybuch II wojny światowej. Po ucieczce z więzienia przebywała w Warszawie, a następnie w Białymstoku. Po napaści III Rzeszy na ZSRR powróciła do Warszawy, gdzie teściowa jej siostry przekazała jej metrykę swojej zmarłej w dzieciństwie siostry, Wacławy Adamkiewicz i załatwiła meldunek w Bliznem. Była działaczką PPR, współpracowniczką Franciszka Jóźwiaka ps. „Witold”. Pełniła funkcję sekretarza PPR Okręgu Lewej-Podmiejskiej. Organizowała pomoc dla Żydów opuszczających getto. 
W lipcu 1944 została aresztowana wraz z Stanisławem Gaciem ps. „Kuba” i 30 lipca tego samego roku deportowana do obozu koncentracyjnego Ravensbrück.
Po wojnie ukończyła medycynę. Była adiunktem w IV Klinice Chorób Wewnętrznych Akademii Medycznej w Warszawie prowadzonej przez prof. Zdzisława Askanasa. 
Była damą Orderu Krzyża Grunwaldu trzeciej klasy. 
Z małżeństwa z Janem Grudzińskim miała dwoje dzieci: Irenę Grudzińską-Gross i Włodzimierza Grudzińskiego.